# Jacques Rouffio
 (juillet 2016).
Si vous disposez d'ouvrages ou d'articles de référence ou si vous connaissez des sites web de qualité traitant du thème abordé ici, merci de compléter l'article en donnant les références utiles à sa vérifiabilité et en les liant à la section « Notes et références ».
Jacques Rouffio est un réalisateur français né le 14 août 1928 à Marseille et mort le 8 juillet 2016 à Sèvres.

## Biographie
La filmographie de Jacques Rouffio est courte. Ses films s'inspirent souvent d'événements réels. Il a beaucoup travaillé avec les acteurs Gérard Depardieu, Jean Carmet et surtout Michel Piccoli.
Jacques Rouffio naît le 14 août 1928 à Marseille.  Après avoir commencé comme assistant de Jean Delannoy dès 1953, d'Henri Verneuil ou de Georges Franju, Jacques Rouffio réalise son premier film en 1967, L'Horizon, d'après le roman de Georges Conchon, qui sera son scénariste le plus fidèle. Le film, qui aborde le sujet de la révolte des soldats en 1917, à l'époque encore sujet tabou, est un demi-échec et vaut à son auteur près de dix années de silence.
Le tabou reste néanmoins au centre de son œuvre, puisque deux de ses trois films suivants portent, « avec un certain sens de la cruauté et de la bouffonnerie » diront ses enfants, sur les dérives du monde médical (Sept morts sur ordonnance, 1976) et de la spéculation financière (Le Sucre, 1978). Entretemps, il dirige Jacques Dutronc, Isabelle Adjani et Serge Reggiani dans Violette et François (1977), une étude sur la bohème. En 1982, il réalise La Passante du Sans-Souci, dernier film de Romy Schneider. Il conclut sa carrière cinématographique en 1989, avec L'Orchestre rouge. Il se tourne ensuite vers la télévision, signant plusieurs téléfilms jusqu'à 2007 avec l'adaptation de la nouvelle Miss Harriet de Guy de Maupassant. On lui doit également un téléfilm adapté du roman L'Argent d’Émile Zola, en 1988.
En décembre 2012, le festival « Feux croisés » de Penmarch lui rend hommage en sa présence.
Jacques Rouffio meurt à 87 ans, le 8 juillet 2016 à Sèvres. Il est enterré au cimetière des Longs Réages à Meudon (Hauts-de-Seine).

## Filmographie sélective

### Réalisateur

#### Cinéma
- 1967 : L'Horizon
- 1976 : Sept morts sur ordonnance
- 1977 : Violette et François
- 1978 : Le Sucre
- 1982 : La Passante du Sans-Souci
- 1986 : Mon beau-frère a tué ma sœur
- 1986 : L'État de grâce
- 1989 : L'Orchestre rouge

#### Télévision
- 1984 : Série noire  - épisode : J'ai bien l'honneur  (série télévisée)
- 1988 : L'Argent (du roman d'Émile Zola), téléfilm en trois parties
- 1993 : Jules Ferry (téléfilm)
- 1994 : V'la l'cinéma ou le roman de Charles Pathé (téléfilm)
- 2007 : Miss Harriet (téléfilm de la série Chez Maupassant)

### Assistant réalisateur
- 1953 : La Route Napoléon de Jean Delannoy
- 1954 : Secrets d'alcôve, sketch Le Lit de la Pompadour de Jean Delannoy
- 1954 : Obsession de Jean Delannoy
- 1955 : Des gens sans importance d'Henri Verneuil
- 1957 : Ces dames préfèrent le mambo de Bernard Borderie
- 1957 : Le Gorille vous salue bien de Bernard Borderie
- 1957 : Le rouge est mis, de Gilles Grangier
- 1959 : Délit de fuite de Bernard Borderie
- 1959 : La Tête contre les murs de Georges Franju
- 1959 : Les Dragueurs de Jean-Pierre Mocky
- 1959 : La Valse du Gorille de Bernard Borderie
- 1960 : Meurtre en 45 tours d'Étienne Périer
- 1960 : Comment qu'elle est ? de Bernard Borderie
- 1961 : Le Pont vers le soleil (Bridge to the Sun) d'Étienne Périer
- 1962 : Le Gentleman d'Epsom de Gilles Grangier
- 1963 : Les Vierges de Jean-Pierre Mocky
- 1964 : La Bonne Soupe de Robert Thomas

### Scénariste
- 1974 : Le Trio infernal de Francis Girod
- 1976 : Sept morts sur ordonnance (avec Georges Conchon)
- 1976 : René la Canne de Francis Girod.

### Producteur
- 1969 : Le Temps de vivre de Bernard Paul
- 1971 : Où est passé Tom ? de José Giovanni
- 1971 : Léa, l'hiver de Marc Monnet

### Directeur de production
- 1969 : Dernier Domicile connu de José Giovanni

## Distinctions
- Césars 1976 : nomination au César du meilleur scénario original ou adaptation pour Sept morts sur ordonnance
- Césars 1976 : nomination au César du meilleur film pour Sept morts sur ordonnance.
- Césars 1979 : nomination au César du meilleur scénario original ou adaptation pour Le Sucre